# Mohammed Rassem
Mohammed Hassan Rassem (* 27. April 1922 in München; † 4. Mai 2000 in Salzburg) war ein deutscher Soziologe. Er war der erste Übersetzer Mircea Eliades ins Deutsche. Gemeinsam mit Friedrich Tenbruck wirkte er Mitte der 1980er Jahre maßgeblich an  der Wiederbegründung der Sektion Kultursoziologie in der Deutschen Gesellschaft für Soziologie mit.

## Leben und Werk
Rassems Vater, Hassan Bey Rassem, stammte aus osmanischem Militäradel und studierte an der Technischen Universität München.  Hier lernte er Rassems Mutter, Elisabeth Huber, kennen. Nachdem die Ehe seiner Eltern gescheitert war, kehrte Mohammed Rassem mit seiner Mutter nach München zurück. Nach dem Abitur 1940 studierte er zunächst auch an der TU München, suchte jedoch einen „Meister“ an der Münchner philosophischen Fakultät und fand diesen in dem Mediävisten Otto Höfler, den Rassem auch als seinen „geistigen Vater“ bezeichnete. Unter Höflers Einfluss beschäftigte sich Rassem mit den Ursprüngen der Religion und Kulturen bei unterschiedlichen Völkern und „Rassen“. Nachdem Höfler als aktiver Nationalsozialist 1945 seine Lehrbefugnis verloren hatte, schloss Rassem 1950 sein Studium der Völkerkunde und Volkskunde auf Höflers Empfehlung bei Karl Meuli und Hans Georg Wackernagel in Basel ab. Seine Promotion zum Thema „Die Volkstumswissenschaften und der Etatismus“ beschäftigte sich  mit dem Zusammenhang der Entstehung von Volkskunde und Statistik. Rassem griff dieses Thema später gemeinsam mit seinem Assistenten und Nachfolger Justin Stagl in seinen Studien zur Statistik und Staatsbeschreibung in der Neuzeit wieder auf.
Zwischen 1950 und 1954 arbeitete Rassem zunächst verlegerisch und für den Bayerischen Rundfunk. Er besorgte außerdem die Übersetzung und Herausgabe des Buches Die Religionen und das Heilige von Mircea Eliade. 1954 wurde er von Hans Sedlmayr eingeladen, ihm als Assistent beim Ausbau des Kunsthistorischen Instituts zu helfen. Hier habilitierte er sich 1959 über „Gesellschaft und bildende Kunst“. In dieser Zeit befreundete er sich auch mit dem Rektor der Hochschule für Politik München, Helmut Kuhn, den er als seinen letzten Lehrer bezeichnete.
1964 wurde Rassem als Ordinarius für Soziologie und Kulturwissenschaft nach Saarbrücken berufen. 1968 wechselte er nach Salzburg und begründete dort 1988 „Kultursoziologie“ als Fach.
Rassem ist dem konservativen Spektrum zuzurechnen. In den 1950er Jahren gehörte er einer „Tafelrunde“ von Verehrern Carl Schmitts mit Winfried Martini, Armin Mohler und Caspar von Schrenck-Notzing an. Seit seiner Studentenzeit fühlte sich Rassem außerdem dem Kreis der Schüler Othmar Spanns verbunden und schrieb für die von Eliade und Ernst Jünger herausgegebene Zeitschrift Antaios. Zusätzlich steuerte er Beiträge zu Handbüchern wie Geschichtliche Grundbegriffe bei.

## Schriften (Auswahl)
- Die Volkstumswissenschaften und der Etatismus. Akad. Druck- u. Verlagsanstalt, Graz 1951. Zweite, um einen Anhang vermehrte Auflage. Mäander, Mittenwald 1979. ISBN 3-88219-085-X
- Die kulturellen Kräfte des Orients und die Zukunft des Abendlandes. In: Orient und Okzident in Vergangenheit und Gegenwart. 1960, S. 141–152.
- Gesellschaft und bildende Kunst. Eine Studie zur Wiederherstellung des Problems. De Gruyter, Berlin 1960.
- Arbeit oder Kunst. In: Festschrift für Hans Sedlmayr. 1962, S. 56–67.
- Rede zum 70. Geburtstag von Hans Sedlmayr. 1967.
- (Hrsg.): Revolution statt Reform? Der Student in Hochschule und Gesellschaft. Echter-Verl, Würzburg 1968.
- und Ferdinand Wagner (Hrsg.): Salzburger sozialwissenschaftliche Studien. Stifterbibliothek, Salzburg, München (1969-).
- als Hrsg. mit Christian Helfer: Student und Hochschule im 19. Jahrhundert. Studien und Materialien. Vandenhoeck & Ruprecht, Göttingen/Zürich 1975 (= Studien zum Wandel von Gesellschaft und Bildung im 19. Jahrhundert. Band 12), ISBN 3-525-31818-9.
- Einleitung in die vergleichende Morphologie der Hochschulen. In: Christian Helfer, Mohammed Rassem (Hrsg.): Student und Hochschule im 19. Jahrhundert. Vandenhoeck & Ruprecht, Göttingen 1975, S. 11–26.
- und Justin Stagl: Zur Geschichte der Statistik und Staatsbeschreibung in der Neuzeit. Grundriss für einen Arbeitskreis. In: Zeitschrift für Politik.24, Nr. 1 1977, S. 81–86.
- Stiftung und Leistung. Essais zur Kultursoziologie. Mäander, Mittenwald 1979, ISBN 3-88219-085-X          .
- und Justin Stagl: Statistik und Staatsbeschreibung in der Neuzeit, vornehmlich im 16.-18. Jahrhundert. Bericht über ein interdisziplinäres Symposion in Wolfenbüttel, 25.-27. September 1978. Schöningh, Paderborn ;, München ;, Wien ;, Zürich 1980, ISBN 3-506-76961-8.
- Aspekte der Kultursoziologie. Reimer, Berlin 1982, ISBN 3-496-00185-2.
- Ein autobiographisches Fragment. In: Aspekte der Kultursoziologie. Reimer, Berlin 1982, ISBN 3-496-00185-2, S. 419–427.
- mit Justin Stagl: Aspekte der Kultursoziologie. Aufsätze zur Soziologie, Philosophie, Anthropologie und Geschichte der Kultur zum 60. Geburtstag von Mohammed Rassem. Reimer, Berlin 1982, ISBN 3-496-00185-2          .
- Im Schatten der Apokalypse. Zur deutschen Lage. Verl. Styria, Graz u. a. 1984, ISBN 3-222-11507-9.
- Kulturtypen, Kulturcharaktere. Reimer, Berlin 1987, ISBN 3-496-00866-0.
- Zur Kulturbedeutung des Adels und des Hofhaltens. Kulturtypen, Kulturcharaktere. Reimer, Berlin 1987, ISBN 3-496-00866-0, S. 161–174.
- (Hrsg.): Geschichte der Staatsbeschreibung. Ausgewählte Quellentexte ; 1456–1813. Akad. Verl, Berlin 1994, ISBN 3-05-002236-1          .
- Immigration und Kulturwandel. Statement bei e. Symposium in Wien. In: Zeitschrift für Politik, 41 (1994), H. 3, S. 239–245.
- Enrique H. Prat de La Riba und Mohammed Rassem: Kunst und Ethos. Deutungsprobleme der modernen Kunst. Lang, Frankfurt am Main 1995, ISBN 3-631-47190-4          .
- Zivilisierte Adamskinder. Dreißig kultursoziologische Essais. Böhlau, Wien 1997, ISBN 3-205-98145-6          .